# Flagge der Kokosinseln
Die Flagge der Kokosinseln wurde am 6. April 2004 offiziell angenommen.

## Beschreibung und Bedeutung
Die Flagge ist grün und zeigt im Flugteil in Gold das Kreuz des Südens entsprechend der Flagge Australiens, im Zentrum einen Halbmond und im oberen Liek eine goldene Scheibe, die eine Palme trägt. Der Halbmond verweist auf die sunnitischen Malaien, die die Bevölkerungsmehrheit auf den Inseln bilden. Die Palme symbolisiert den Namen der Insel, auf der früher Kopra gewonnen wurde.

## Geschichte
Die Flagge wurde Anfang 2003 auf den Kokosinseln entworfen. Die offizielle Annahme erfolgte am 6. April 2004. Daneben führen die Inseln als Shire eine zusätzliche Flagge neben der Flagge des Territoriums und der Flagge Australiens. Diese zeigt ein Logo auf weißem Grund.

## Sonstiges
Die Flagge der Kokosinseln ist eine der wenigen Flaggen, die nicht die Farben blau, weiß oder rot enthält. Die einzige Nationalflagge, auf die dies zutrifft, ist die Jamaikas.